# HSG Bensheim/Auerbach

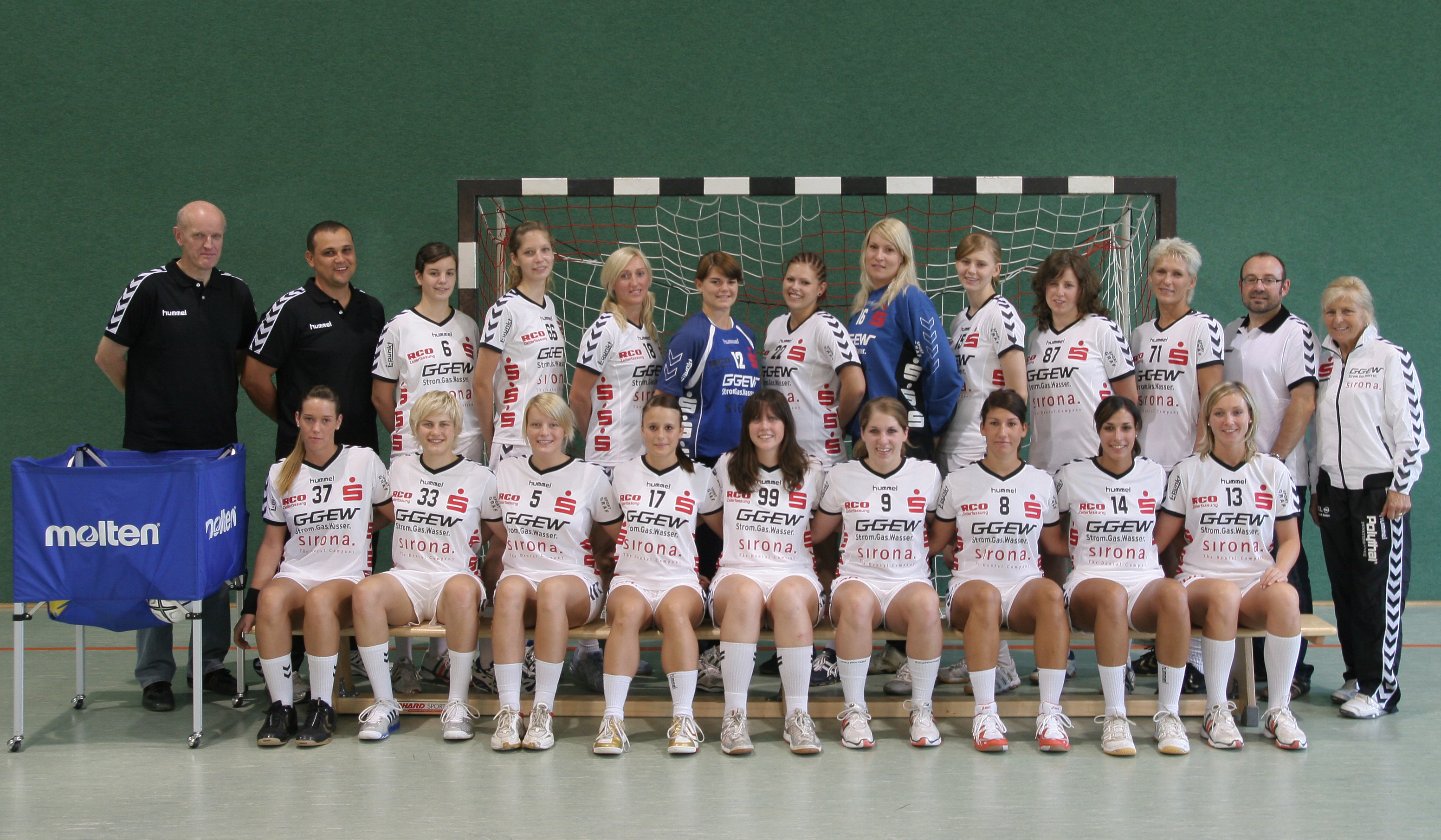
Die Mannschaft der Saison 2008/2009

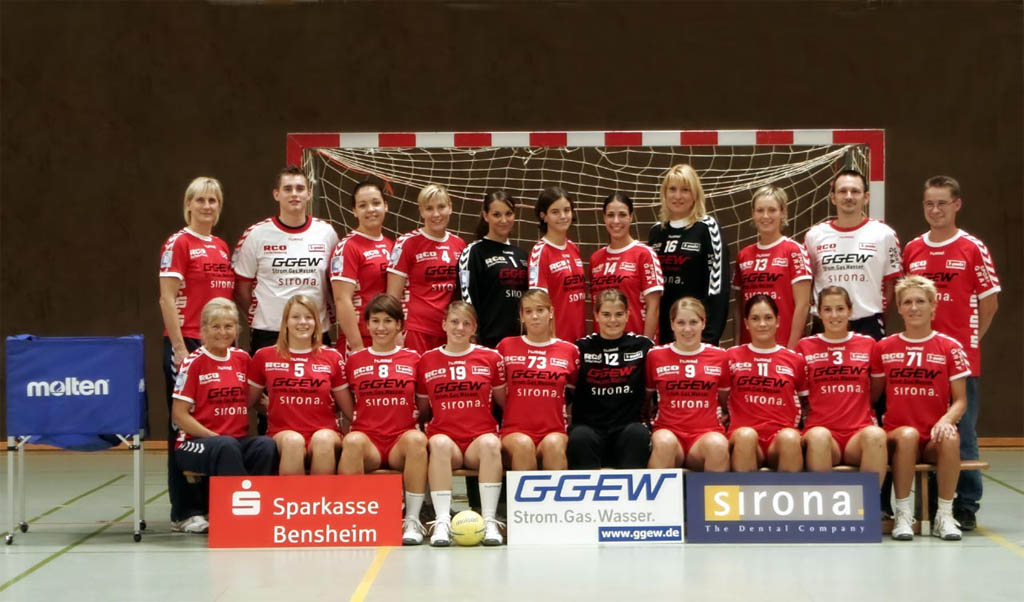
Die erste Frauenmannschaft im September 2006

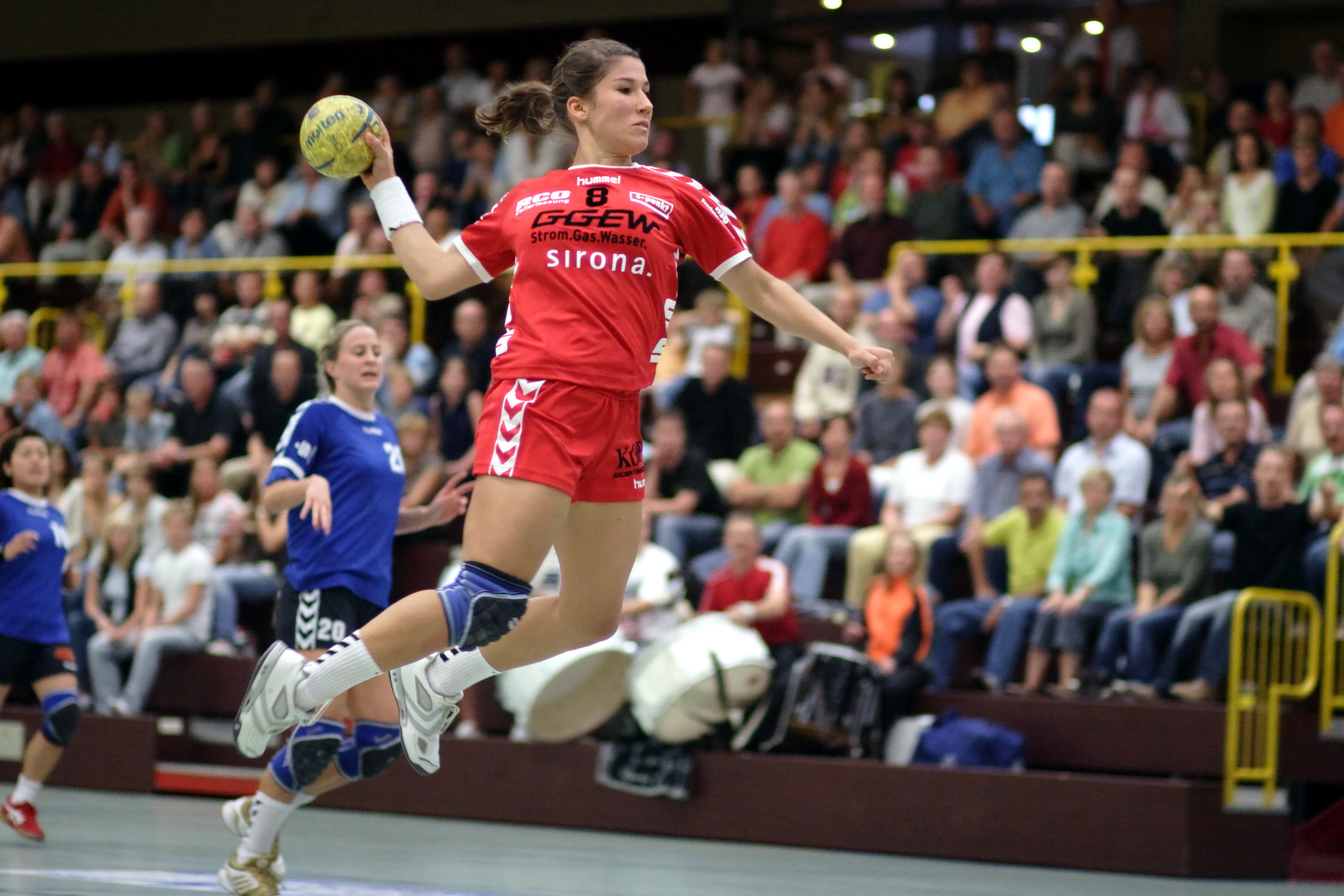
Szene aus einem Spiel der „Flames“ 2006

Die Handballspielgemeinschaft Bensheim/Auerbach entstand im Jahr 2002 durch Zusammenschluss der Handballabteilungen der beiden Bensheimer Vereine TSV Rot-Weiß Auerbach und DJK-SSG Bensheim.

## Historie
Überregional bekannt ist die Spielgemeinschaft vor allem durch ihre 1. Frauenmannschaft, die mehrere Spielzeiten in der Bundesliga spielte. Größter Erfolg der damals noch unter dem Namen TSV Rot-Weiß Auerbach spielenden Mannschaft war die Deutsche Vizemeisterschaft 1977. Im Finale, das am 3. April in West-Berlin ausgetragen wurde, unterlag die Mannschaft dem TSV GutsMuths Berlin mit 7:12 Toren. Im selben Jahr verlor die Mannschaft das Endspiel um den DHB-Pokal am 8. Mai in Vellmar gegen TuS Eintracht Minden mit 10:18. Bereits 1975 stand die Mannschaft in Rüsselsheim im Endspiel um den DHB-Pokal, das sie gegen Guths Muths Berlin mit 4:7 verlor.
Seit der Saison 2006/07 hat die 1. Mannschaft den offiziellen Beinamen „Flames“ und verwendet ein eigenes Logo. Mit 25 aufeinanderfolgenden Spielzeiten in der 2. Bundesliga von 1988 bis 2013 hält die HSG (inkl. der Spielzeiten des TSV Rot-Weiß Auerbach) den Rekord für die längste ununterbrochene Zugehörigkeit zur 2. Bundesliga sowie für die längste Zugehörigkeit zur 2. Bundesliga insgesamt. Neben den „ewigen Erstligisten“ Bayer Leverkusen und HC Leipzig, die seit Einführung der höchsten Spielklassen immer in der 1. Bundesliga bzw. DDR-Oberliga spielten, ist die HSG (bzw. der TSV) der einzige Verein, der seit Einführung der Bundesliga im Jahr 1975 immer in der ersten oder zweiten Liga spielte.

## Gegenwart
Ab der Saison 2014/15 spielte die 1. Frauenmannschaft der HSG Bensheim/Auerbach wieder in der 2. Handball-Bundesliga. Nach nur einem Jahr in der 1. Liga stieg die Mannschaft als Tabellenletzter ab. Sie wurde von Florian Bauer trainiert. Die Vorsaison war durch eine Vielzahl von Trainerwechsel geprägt. Die Saison wurde mit Claudia und Helmut Richter als Trainer beendet. Interimstrainer Joachim Rath gab am 2. März 2014 sein Amt nach knapp drei Wochen auf. Rath löste Gordana Čović ab, die, nach nur sechs Wochen im Traineramt, am 14. Februar 2014 entlassen wurde. Čović war die Nachfolgerin von Thorsten Schmid, der ab August 2010 die Mannschaft trainiert hatte und 6. Januar 2014 entlassen wurde. Schmids Vorgänger waren Lazăr Constantin Cojocar und Ildikó Barna.
Mit der Saison 2016/17 übernahm Heike Ahlgrimm das Traineramt bei den Flames und führte die, in weiten Teilen neu aufgebaute Mannschaft, in nur einem Jahr wieder in die  Handball-Bundesliga. Ahlgrimm verließ die Flames nach der Saison 2024/25, um sich einer Verantwortung beim DHB zu widmen. Die erfahrene Trainerin und ehemalige Co-Trainerin der Flames Ilka Fickinger zeichnet nun seit der Saison 2025/26 für das Bundesliga-Team verantwortlich auf der Trainer-Bank. Sie ist neben Renate Schubert aktuell (Stand 12. August 2025) die einzige deutsche Trainerin, welche die EHF-Mastercoach-Lizenz, die höchstmögliche Lizenzierung für Trainer in Europa, besitzt. Als Co-Trainer wurde Gerrit Irion, Ehemann der Flames-Spielerin Kim Irion, verpflichtet. Mit ihm als Co-Trainer arbeitete Fickinger schon zuvor beim Frauen-Zweitligisten 1. FSV Mainz 05.
Die Heimspiele der 1. Frauenmannschaft finden meist in der knapp 2000 Sitzplätze bietenden Weststadthalle am Berliner Ring in Bensheim statt. Die 2. Frauenmannschaft wurde 2009 Meister der Oberliga Hessen. In der Saison 2009/10 qualifizierte sich die Mannschaft für die 3. Liga aus der sie 2010/11 wieder abstieg. Die Mannschaft spielt aktuell in der Oberliga Hessen. Die 1. Männermannschaft spielt in der Bezirksliga A.
Für die sportliche und kaufmännische Führung, Verwaltung und Vermarktung des Leistungsbereichs Frauen der HSG Bensheim/Auerbach ist die Auerbacher Handball Sport und Marketing GmbH zuständig, deren Hauptgesellschafter die TSV Rot-Weiß Auerbach, der Handball Fördererkreis e. V., sowie einige Privatpersonen sind.

## Die Bundesligabilanz 1975–1985
Seit dem Start der Handballbundesliga zur Saison 1975/76 spielt die HSG Bensheim/Auerbach in der ersten beziehungsweise zweiten Bundesliga. Bis einschließlich der Spielzeit 1998/99 spielte sie unter dem Namen TSV Rot-Weiß Auerbach. Danach bis 2003/04 als SG Bensheim/Auerbach und seit 2004/05 als HSG Bensheim/Auerbach.
| Saison  | Spielklasse    | Platz | Spiele | Tore    | Diff. | Punkte |
| ------- | -------------- | ----- | ------ | ------- | ----- | ------ |
| 1975/76 | Bundesliga Süd | 2     | 14     | 137:88  | 49    | 19:9   |
| 1976/77 | Bundesliga Süd | 2     | 14     | 176:133 | 43    | 21:7   |
| 1977/78 | Bundesliga Süd | 2     | 16     | 201:169 | 32    | 23:9   |
| 1978/79 | Bundesliga Süd | 5     | 18     | 228:182 | 46    | 21:15  |
| 1979/80 | Bundesliga Süd | 4     | 18     | 240:197 | 43    | 23:13  |
| 1980/81 | Bundesliga Süd | 6     | 18     | 204:204 | 0     | 19:17  |
| 1981/82 | Bundesliga Süd | 6     | 18     | 262:259 | 3     | 16:20  |
| 1982/83 | Bundesliga Süd | 4     | 18     | 272:259 | 13    | 22:14  |
| 1983/84 | Bundesliga Süd | 8     | 18     | 267:287 | −20   | 13:23  |
| 1984/85 | Bundesliga Süd | 4     | 18     | 287:272 | 15    | 22:14  |

### Endrundenspiele um die deutsche Meisterschaft
- 1975/76: Halbfinale: TSV Rot-Weiß Auerbach – Bayer Leverkusen 7:10, 4:11.
- 1976/77: Halbfinale: TSV Rot-Weiß Auerbach – Bayer Leverkusen 13:11, 18:17 n. S.; Finale: TSV GutsMuths Berlin – TSV Rot-Weiß Auerbach 12:7.
- 1977/78: Halbfinale: TSV Rot-Weiß Auerbach – Bayer Leverkusen 14:12, 10:17.

## Die Bundesligabilanz seit 1985
| Saison  | Spielklasse              | Platz | Spiele | Tore    | Diff. | Punkte |
| ------- | ------------------------ | ----- | ------ | ------- | ----- | ------ |
| 1985/86 | Bundesliga               | 6     | 18     | 299:340 | −41   | 16:20  |
| 1986/87 | Bundesliga               | 8     | 18     | 306:339 | −33   | 12:24  |
| 1987/88 | Bundesliga               | 9     | 18     | 285:362 | −77   | 8:28   |
| 1988/89 | 2. Bundesliga Süd        | 5     | 18     | 328:260 | 68    | 22:14  |
| 1989/90 | 2. Bundesliga Süd        | 2     | 22     | 359:261 | 98    | 36:8   |
| 1990/91 | 2. Bundesliga Süd        | 3     | 22     | 434:367 | 67    | 29:15  |
| 1991/92 | 2. Bundesliga Süd        | 3     | 22     | 411:347 | 64    | 27:17  |
| 1992/93 | 2. Bundesliga Süd        | 8     | 22     | 354:355 | −1    | 20:24  |
| 1993/94 | 2. Bundesliga Süd        | 6     | 20     | 389:394 | −5    | 20:20  |
| 1994/95 | 2. Bundesliga Süd        | 8     | 26     | 480:488 | −8    | 26:26  |
| 1995/96 | 2. Bundesliga Süd        | 6     | 26     | 518:473 | 45    | 28:24  |
| 1996/97 | 2. Bundesliga Süd        | 2     | 26     | 603:520 | 83    | 38:14  |
| 1997/98 | 2. Bundesliga Süd        | 4     | 26     | 655:587 | 68    | 30:22  |
| 1998/99 | 2. Bundesliga Süd        | 4     | 26     | 598:563 | 35    | 30:22  |
| 1999/00 | 2. Bundesliga Süd        | 9     | 26     | 559:567 | −8    | 21:31  |
| 2000/01 | 2. Bundesliga Süd        | 8     | 26     | 508:546 | −38   | 24:28  |
| 2001/02 | 2. Bundesliga Süd        | 4     | 26     | 731:641 | 90    | 32:20  |
| 2002/03 | 2. Bundesliga Süd        | 7     | 26     | 699:699 | 0     | 30:22  |
| 2003/04 | 2. Bundesliga Süd        | 11    | 28     | 708:776 | −68   | 20:36  |
| 2004/05 | 2. Bundesliga Süd        | 8     | 26     | 685:698 | −13   | 23:29  |
| 2005/06 | 2. Bundesliga Süd        | 7     | 28     | 759:743 | 16    | 32:24  |
| 2006/07 | 2. Bundesliga Süd        | 4     | 24     | 708:639 | 69    | 32:16  |
| 2007/08 | 2. Bundesliga Süd        | 5     | 22     | 559:543 | 16    | 26:18  |
| 2008/09 | 2. Bundesliga Süd        | 3     | 22     | 651:570 | 81    | 34:10  |
| 2009/10 | 2. Bundesliga Süd        | 1     | 22     | 635:537 | 98    | 37:7   |
| 2010/11 | 2. Bundesliga Süd        | 3     | 20     | 639:537 | 102   | 29:11  |
| 2011/12 | 2. Bundesliga            | 5     | 30     | 872:767 | 105   | 39:21  |
| 2012/13 | 2. Bundesliga            | 2     | 28     | 828:730 | 98    | 40:16  |
| 2013/14 | Bundesliga Hauptrunde    | 12    | 22     | 479:643 | −164  | 4:40   |
| 2013/14 | Bundesliga Abstiegsrunde | 6     | 10     | 255:277 | −22   | 6:14   |
| 2014/15 | 2. Bundesliga            | 5     | 26     | 681:665 | +16   | 33:19  |
| 2015/16 | 2. Bundesliga            | 6     | 30     | 785:756 | +29   | 34:26  |
| 2016/17 | 2. Bundesliga            | 1     | 30     | 824:683 | +141  | 53:7   |
| 2017/18 | 1. Bundesliga            | 12    | 26     | 663:723 | −60   | 12:40  |
| 2018/19 | 1. Bundesliga            | 9     | 26     | 666:714 | −48   | 20:32  |
| 2019/20 | 1. Bundesliga            | 8     | 18     | 512:536 | −24   | 15:21  |
| 2020/21 | 1. Bundesliga            | 9     | 30     | 790:782 | +8    | 29:31  |
| 2021/22 | 1. Bundesliga            | 10    | 26     | 741:784 | −43   | 17:35  |
| 2022/23 | 1. Bundesliga            | 8     | 26     | 741:740 | +1    | 23:29  |
| 2023/24 | 1. Bundesliga            | 2     | 26     | 793:711 | +82   | 42:10  |
| 2024/25 | 1. Bundesliga            | 5     | 22     | 686:630 | +56   | 24:20  |

|  | Abstieg in die 2. Bundesliga |

|  | Aufstieg in die Bundesliga |

### Die „Flames“ in den Aufstiegs-Play-offs
- 2006/07: Halbfinale: HSG Bensheim/Auerbach – TV Beyeröhde 27:33, 23:29
- 2008/09: Halbfinale: HSG Bensheim/Auerbach – SG Handball Rosengarten 37:18, 33:31. Finale: HSG Bensheim/Auerbach – VfL Sindelfingen 27:33, 26:24
- 2009/10: Halbfinale:  HSG Bensheim/Auerbach – SV Union Halle-Neustadt 34:27, 40:27. Finale: SG Bietigheim-Metterzimmern – HSG Bensheim/Auerbach  31:33, 28:22
- 2010/11: Halbfinale:  HSG Bensheim/Auerbach – MTV 1860 Altlandsberg (kampflos) Finale: HSG Bensheim/Auerbach – HSG Bad Wildungen 26:29, 25:32

## Spielerinnen

### Kader für die Saison 2025/26
| Nr. | Nat.           | Name                    | Position | Geburtsdatum | Größe  | seit | Vertrag bis | Letzter Verein          |
| --- | -------------- | ----------------------- | -------- | ------------ | ------ | ---- | ----------- | ----------------------- |
| 16  | Deutsche       | Vanessa Fehr            | TW       | 13.09.1997   | 1,75 m | 2021 | 2026        | TSV Bayer 04 Leverkusen |
| 36  | Niederländerin | Helen van Beurden       | TW       | 09.01.1991   | 1,85 m | 2018 | 2025        | Skara HF                |
| 77  | Deutsche       | Marlene Wagner          | TW       | 07.07.2008   |        | 2022 | 2025        |                         |
| 3   | Deutsche       | Amelie Berger           | RA       | 22.07.1999   | 1,70 m | 2022 | 2026        | Borussia Dortmund       |
| 5   | Deutsche       | Isabell Hurst           | KM       | 17.10.1999   | 1,68 m | 2019 | 2025        | HC Leipzig              |
| 6   | Deutsche       | Nina Engel              | RR       | 25.04.2003   | 1,74 m | 2024 | 2026        | Sport-Union Neckarsulm  |
| 10  | Deutsche       | Matilda Ehlert          | RLM      | 16.12.2004   | 1,81 m | 2024 | 2026        | VfL Waiblingen          |
| 15  | Deutsche       | Ndidi Agwunedu          | LA       | 04.01.2000   | 1,72 m | 2022 | 2025        | HSG Blomberg-Lippe      |
| 17  | Deutsche       | Lisa Friedberger        | RM       | 23.02.1997   | 1,74 m | 2014 | 2026        | TSG Ketsch              |
| 25  | Deutsche       | Kim Irion               | RM       | 06.04.1991   | 1,83 m | 2023 | 2026        | SG BBM Bietigheim       |
| 33  | Deutsche       | Lucie-Marie Kretzschmar | RL       | 07.08.2000   | 1,79 m | 2022 | 2025        | Sport-Union Neckarsulm  |
| 34  | Deutsche       | Mia Ziercke             | LA       | 31.12.2003   | 1,71 m | 2023 | 2026        | HSG Blomberg-Lippe      |
| 62  | Schweizerin    | Norma Goldmann          | RL       | 06.10.2003   | 1,72 m | 2025 | 2026        | Kristianstad HK         |
| 71  | Deutsche       | Jule Polsz              | RA       | 19.12.2001   | 1,74 m | 2024 | 2026        | HSV Solingen-Gräfrath   |

### Trainerteam
| Nat.        | Name           | Position       | Geburtsdatum | Größe | seit | Vertrag bis | Letzter Verein                                                                            |
| ----------- | -------------- | -------------- | ------------ | ----- | ---- | ----------- | ----------------------------------------------------------------------------------------- |
| Deutschland | Ilka Fickinger | Chef-Trainerin | ---          | ---   | 2025 | unbekannt   | Mainz 05 (Handball, Frauen)                                                               |
| Deutschland | Gerrit Irion   | Co-Trainer     | 24.08.1984   | ---   | 2025 | unbekannt   | Mainz 05 (Handball, Frauen)                                                               |
| Deutschland | Udo Bohneberg  | Torwarttrainer | ---          | ---   | 2023 | unbekannt   | HSG Bensheim/Auerbach (2013–2020, danach bis zur Saison 2023 Pause des Hauptberufs wegen) |

### Transfers zur Saison 2024/25
| Zugänge                  | Zugänge        | Zugänge                      |
| Nation                   | Name           | abgebender Verein            |
| ------------------------ | -------------- | ---------------------------- |
| Deutschland              | Nina Engel     | Sport-Union Neckarsulm       |
| Deutschland              | Matilda Ehlert | VfL Waiblingen               |
| Deutschland              | Jule Polsz     | HSV Solingen-Gräfrath        |
| /                        | Edita Nuković  | SV Union Halle-Neustadt      |
| Deutschland              | Marlene Wagner | eigene Jugend                |
| Schweiz                  | Norma Goldmann | Kristianstad HK, Januar 2025 |
| Stand: 21. Dezember 2024 |                |                              |

| Abgänge                  | Abgänge         | Abgänge                     |
| Nation                   | Name            | aufnehmender Verein         |
| ------------------------ | --------------- | --------------------------- |
| Deutschland              | Lilli Holste    | Sport-Union Neckarsulm      |
| Niederlande              | Sarah van Gulik | Karriereende                |
| Niederlande              | Dionne Visser   | Karriereende                |
| Deutschland              | Tabea Coors     | 1. FSV Mainz 05             |
| Niederlande              | Jill Kooij      | Karriereende                |
| Deutschland              | Sophia Ewald    | ESV 1927 Regensburg         |
| Niederlande              | Sarah Dekker    | Team Esbjerg, Dezember 2024 |
| Stand: 30. Dezember 2024 |                 |                             |

### Transfers zur Saison 2025/26
| Zugänge                | Zugänge          | Zugänge                    |
| Nation                 | Name             | abgebender Verein          |
| ---------------------- | ---------------- | -------------------------- |
| Deutschland            | Meike Schmelzer  | HC Dunărea Brăila          |
| Deutschland            | Nele Wenzel      | HSG Bad Wildungen          |
| Niederlande            | Nyala Baijens    | Stella Saint-Maur Handball |
| Deutschland            | Mareike Thomaier | HB Ludwigsburg             |
| Stand: 13. August 2025 |                  |                            |

| Abgänge                | Abgänge       | Abgänge                |
| Nation                 | Name          | aufnehmender Verein    |
| ---------------------- | ------------- | ---------------------- |
| /                      | Edita Nuković | Jomi Salerno           |
| Deutschland            | Alicia Soffel | Sport-Union Neckarsulm |
| Stand: 14. August 2025 |               |                        |

### Bekannte ehemalige Spielerinnen der HSG bzw. der TSV Rot-Weiß Auerbach
- Isabell Klein (geb. Nagel), deutsche Nationalspielerin
- Melani Marcantonio
- Edina Rott, 30-fache ungarische Nationalspielerin
- Stefanie Egger
- Claudia Schückler
- Laura Glaser
- Claudia Richter (geb. Sturm), 103-fache deutsche Nationalspielerin
- Lisa Mößinger
- Julia Maidhof, 71-fache (Stand 24. April 2025) deutsche Nationalspielerin
- Iris Blab, 42-fache deutsche Nationalspielerin
- Karin Euler, 10-fache deutsche Nationalspielerin, DHB-Trainerin, ehemalige Trainerin der TSG Ketsch und des TSV Auerbach
- Erika Walthes-Friton, 40-fache deutsche Nationalspielerin
- Claudia Bohrmann, Ex-Spielerin beim Erstligisten Bayer Leverkusen
- Ellen Volk, geb. Krebs, 27-fache Nationalspielerin
- Elke Hammann, 3-fache deutsche Nationalspielerin
- Petra Helfers, 28-fache deutsche Nationalspielerin, DHB-Jugendtrainerin
- Christine Rhein, geb. Herrmann, 10-fache deutsche Nationalspielerin

## Erfolge

### „Flames“
- 2007 Viertelfinale des DHB-Pokals
- 2007 Teilnahme an den Play-off-Spielen um den Aufstieg in die 1. Bundesliga
- 2009 Teilnahme an den Play-off-Spielen um den Aufstieg in die 1. Bundesliga
- 2010 Meister der 2. Bundesliga Süd und Teilnahme an den Play-off-Spielen um den Aufstieg in die 1. Bundesliga
- 2011 Teilnahme an den Play-off-Spielen um den Aufstieg in die 1. Bundesliga und der Final-Four-Runde im DHB-Pokal
- 2013 Aufstieg in die 1. Bundesliga
- 2017 Aufstieg in die 1. Bundesliga
- 2023 2. Platz beim DHB-Pokal Final-Four (25:39-Niederlage im Finale gegen die SG BBM Bietigheim)

### Zweite Frauenmannschaft
- Landesliga-Meister 2006, 2007 und 2008
- Oberliga-Meister 2009 und Aufstieg in die Handball-Regionalliga Süd-West
- Qualifikation für die neugegründete 3. Liga